# Căpitanul pădurii
Căpitanul pădurii (în maghiară Az erdő kapitánya) este un film maghiar de animație din 1988. A fost regizat de Attila Dargay și produs de István Sárosi. Scenariul a fost scris de Attila Dargay, István Imre și József Nepp, muzica a fost compusă de Zsolt Pethő. Filmul a fost produs de PannóniaFilm și a fost distribuit de Helikon Film. Creat în genul film de crimă, de comedie, intriga pune un mare accent pe importanța protecției mediului.
A avut premiera în cinematografele din Ungaria la 18 februarie 1988.
În România, serialul a fost difuzat pe canalul Minimax.